# First Mesa
First Mesa, in passato noto come Polacca (hopi: Wàlpi) è un census-designated place degli Stati Uniti d'America, nella Contea di Navajo nello Stato dell'Arizona. Ha una popolazione di 1.124 abitanti secondo il censimento del 2000. Secondo lo United States Census Bureau ha un'area totale di 24,4 km².

## Geografia fisica
First Mesa si trova nell'Arizona nord-orientale all'interno del territorio della riserva indiana Hopi. Sulla mesa si trovano i villaggi Hopi di Sitsomovi (o Sichomovi), e Waalpi (o Walpi) ed il villaggio Tewa di Hano (o Hanoki). È collegato dalla Statale 264 dell'Arizona, e si trova fra Second Mesa e Keams Canyon.